# Erik II. Pomořanský
Erik II. tzv. Lienzerem (nar. kolem 1418–1425 nebo později – 5. července 1474 Wolgast) byl syn Vratislava IX. a Sofie, vévoda z velehošťského a sjednoceného knížectví (země: velehošťská, bardowska a rugijska), to je vévoda pomořanský.

## Život a panování
Byl nejstarším synem vévody Vratislava IX. Erik II. spolu s mladším bratrem Vratislavem X. převzal po smrti vévody v roce 1457 moc ve Velehošťském knížectví. Jako manžel Sofie kněžny słupské (jediné manželství dvou členů rodu v historii dynastie Greifenů) byl nástupcem Erika VII. Pomořanského, sesazeného krále Dánska, Švédska a Norska. Erik II. ve Słupském knížectví začal vládnout až poté, co Velehošťské knížectví předal bratrovi.
Erik II v roce 1460 měl v krátkodobý vojenský konflikt s Каzimírem IV Jagelonským o okupovaná pohraniční města. Konflikt byl ukončen v roce 1461 díky prostřednictví kněžny Sofie. V roce 1462 získal území, která obsadil  řád německých rytířů, zemi lęborsko-bytowskou, kterou vzápětí dostal od polského krále jako léno. Po smrti Ottona III. v roce 1464, posledního knížete štětínské linie, převzal spolu s bratrem jeho území a nedopustil jeho úplné převzetí Brandenburky . Od této doby byl ve válečném stavu s Brandenburským markrabstvím. V roce 1468 (přes to, že byla uzavřena smlouva v Myśliborzi o dva roky dříve) ztratil ve prospěch Brandenburského markrabství území od Wkrzańskou s Garzem po Štětín a území mezi Оdrou a Tywou až po Banie a Gryfino.
Pokus o ukončení konfliktu v roce 1469 se nezdařil, k vůli rezignaci Каzimíra IV Jagellonského z role arbitra. V roce 1472 v důsledku nátlaku císaře Friedricha III – část území štětínského knížectví, která zůstala v držení Erika II., byla považována za braniborské léno.
Erik II. zemřel během moru 5. července 1474 ve Wolgastu. Byl pohřben v cisterciáckém klášteře v Eldeně.

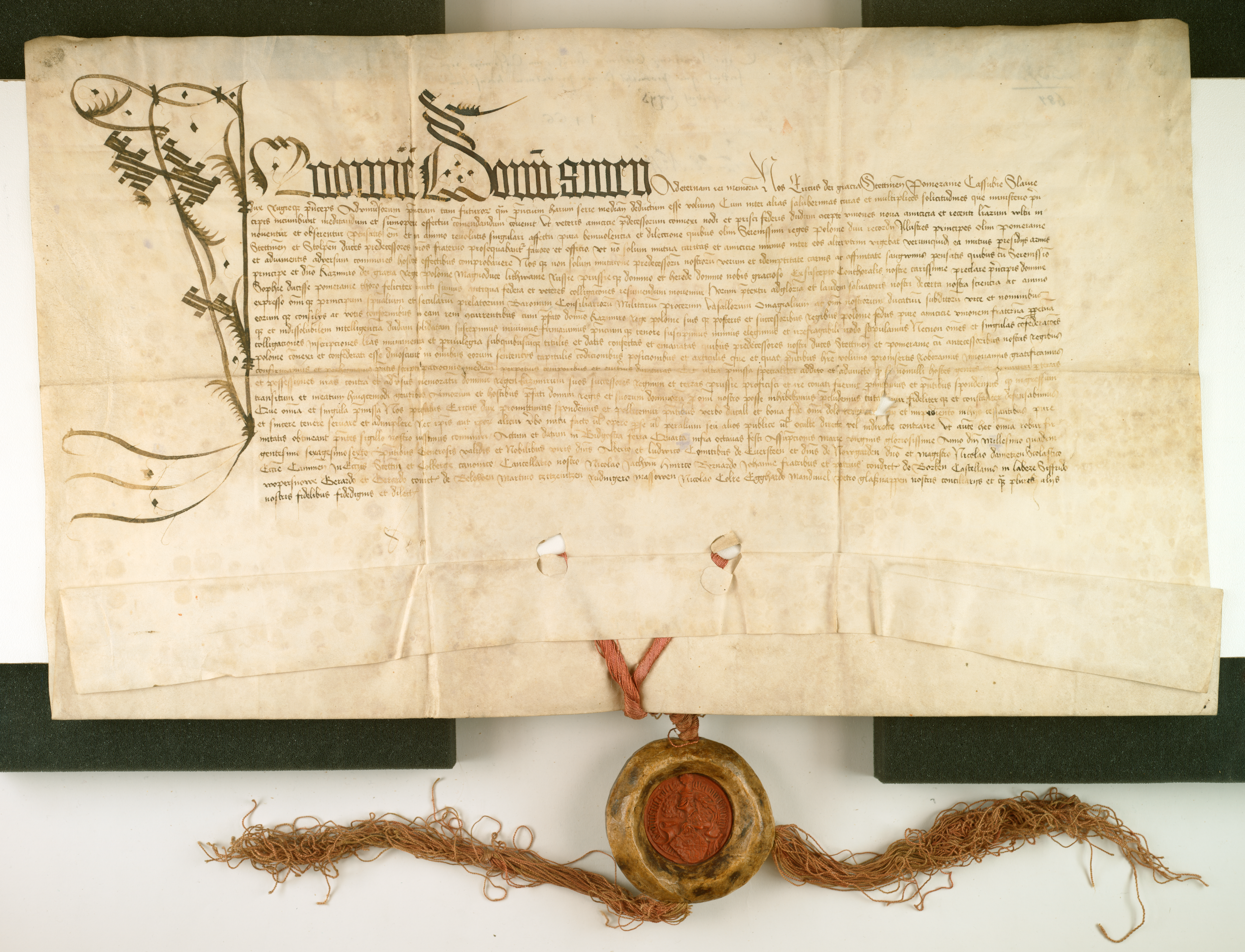
Erik II uzavírá spojenectví s králem Polska Kazimírem IV. Jagiellonským v roce 1466

## Rodina
Ve staré odborné literatuře existuje názor o dvojím manželství Erika II. První manželkou byla pravděpodobně Margarita, dcera Jindřicha II., vévody z meklemburska na Stargardě, která zemřela před obřadní hostinou. Moderní genealogie odmítá tento pohled a přiklání se k uznání Margarity, jako snoubenky. Podle ověřených pramenů byla Sofie dcerou Bohuslava IX. (kníže stargardzký a słupský) a Marie mazowěcké. Bylo to jediné manželství dvou členů v historii rodu Greifenů: společný předek manželů byl kníže słupsko-wołogoski Warcisław IV. a Erik II. byl jeho potomek v páté generaci (páté koleno), a Sophie ve čtvrté generaci. Z jejich svazu se odvozují všichni pozdější představitelé dynastie. Eric II a Žofie měli několik dětí:
- Bohuslav X. Velký (28. nebo 29. května 1454–5. října 1523) – kníže pomořanský,
- Каzimír VI. (nejdříve 1455 – kolem 15. září 1474) – kníže pomořanský,
- Alžběta (I.) (?–1463) – nevěsta Jana V., vévody sasko-lauenburského,
- Sofie (cca 1462–26. (25.?) dubna 1504) – snoubenka Jana VI. a žena Маgnuse II., synů Jindřicha IV. (Meklenburský), vévoda meklenburský na Schwerině,
- Alžběta (II.) (nejdříve 1463–po 22. října 1516) – abatyše kláštera v Krummině a matka představená benediktinského kláštera ve Verchen,
- Vratislav XI. (po roku 1465 –1474),
- Barnim (IX.) (po roku 1465 –1474),
- NN, synové – pravděpodobně zemřeli v mladém věku,
- NN dcery (?–?),
- Margaret (nejdříve 1470–27. března 1526) – manželka Baltazara, vévody meklenburského na Schwerině,
- Kateřina (1470–1526) – manželka Jindřicha I. Staršího, vévody brunszwického na Wolfenbütteli,
- Marie (před 5. července 1474–1512) – abatyše cisterciáckého kláštera ve Wolině.[8]

### Genealogie
| Erik II.                                                          | Erik II.                                                     | Erik II.                                           | Erik II.                                           | Erik II.                                                  | Erik II.                                           | Sofie                                | Sofie                            | Sofie                      | Sofie                                                  | Sofie                           | Sofie                                      |
| ----------------------------------------------------------------- | ------------------------------------------------------------ | -------------------------------------------------- | -------------------------------------------------- | --------------------------------------------------------- | -------------------------------------------------- | ------------------------------------ | -------------------------------- | -------------------------- | ------------------------------------------------------ | ------------------------------- | ------------------------------------------ |
| kolem 1418-1425 nebo později. zemřel 5. VII. 1474)                | kolem 1418-1425 nebo později. zemřel 5. VII. 1474)           | kolem 1418-1425 nebo později. zemřel 5. VII. 1474) | kolem 1418-1425 nebo později. zemřel 5. VII. 1474) | kolem 1418-1425 nebo později. zemřel 5. VII. 1474)        | kolem 1418-1425 nebo později. zemřel 5. VII. 1474) | nar. kolem 1434 úmrtí 1497           | nar. kolem 1434 úmrtí 1497       | nar. kolem 1434 úmrtí 1497 | nar. kolem 1434 úmrtí 1497                             | nar. kolem 1434 úmrtí 1497      | nar. kolem 1434 úmrtí 1497                 |
| sňatek po 11.IX.1451                                              |                                                              |                                                    |                                                    |                                                           |                                                    |                                      |                                  |                            |                                                        |                                 |                                            |
| Děti                                                              |                                                              |                                                    |                                                    |                                                           |                                                    |                                      |                                  |                            |                                                        |                                 |                                            |
| Bohuslav X. Velký narodil se 28. nebo 29. V. 1454úmrtí 5. X. 1523 | Каzimír VI. narodil se nejdříve 1455úmrtí kolem 15. IX. 1474 | Alžběta (A) narodil ?úmrtí 1463                    | Sofie nar. cca 1462úmrtí 26. (25.?)IV. 1504        | Alžběta (II) narodil se nejdříve 1463úmrtí po 22. X. 1516 | Vratislav XI. narodil se po 1465 úmrtí 1474        | Barnim (IX.) narodil se po 1465 1474 | NN, synové(zemřeli v raném věku) | NN, dcera narodil ?úmrtí ? | Margarita narodila se nejdříve 1470úmrtí 27. III. 1526 | Kateřinanarozená 1470úmrtí 1526 | Maria narozená před 5. VII. 1474úmrtí 1512 |